# متحف إريبوني
متحف إريبوني هو متحف تم إنشاءه عام 1968 في أرمينيا. تم توقيت تاريخ افتتاح المتحف ليتزامن مع الذكرى السنوية 2750 لمدينة يريفان. يوجد المتحف عند سفح تلة أرين بيرد، التي تقع على رأسها قلعة إريبوني منذ عام 782 قبل الميلاد. تم حفر مدينة القلعة، وتم تعزيز بعض أجزاء الهيكل وترميمها لتتحول القلعة إلى متحف في الهواء الطلق.

## معرض الصور

Erebuni Museum
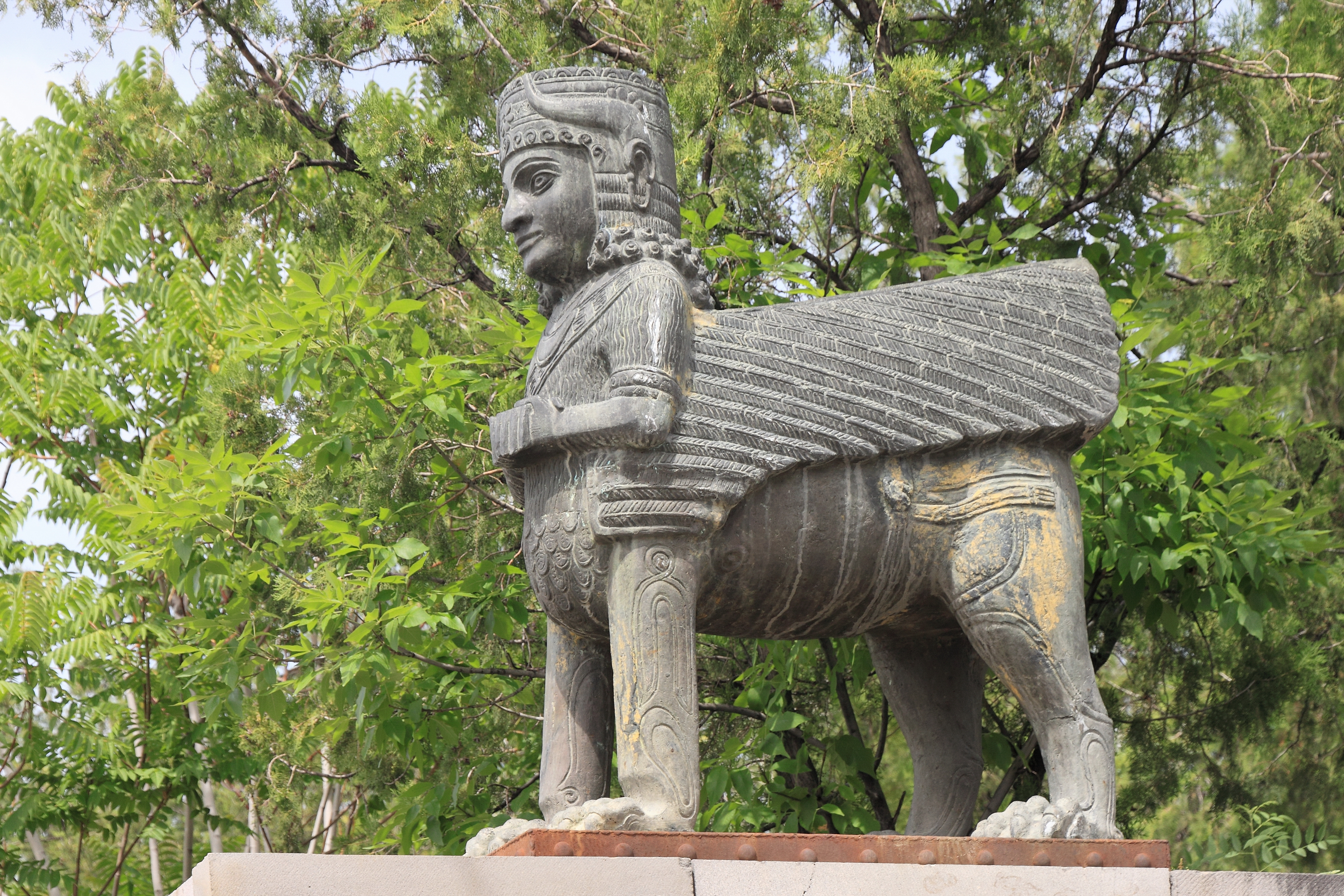
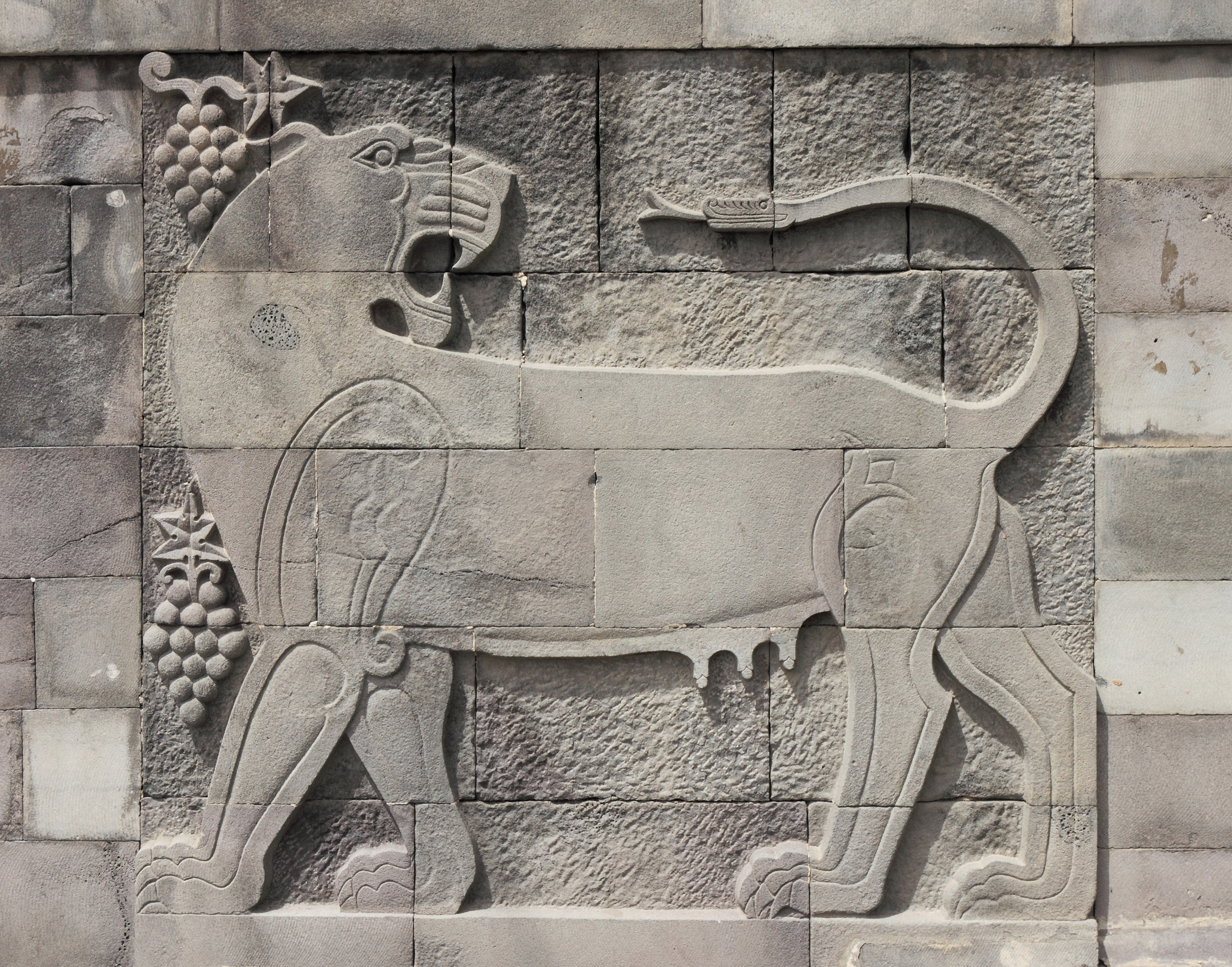
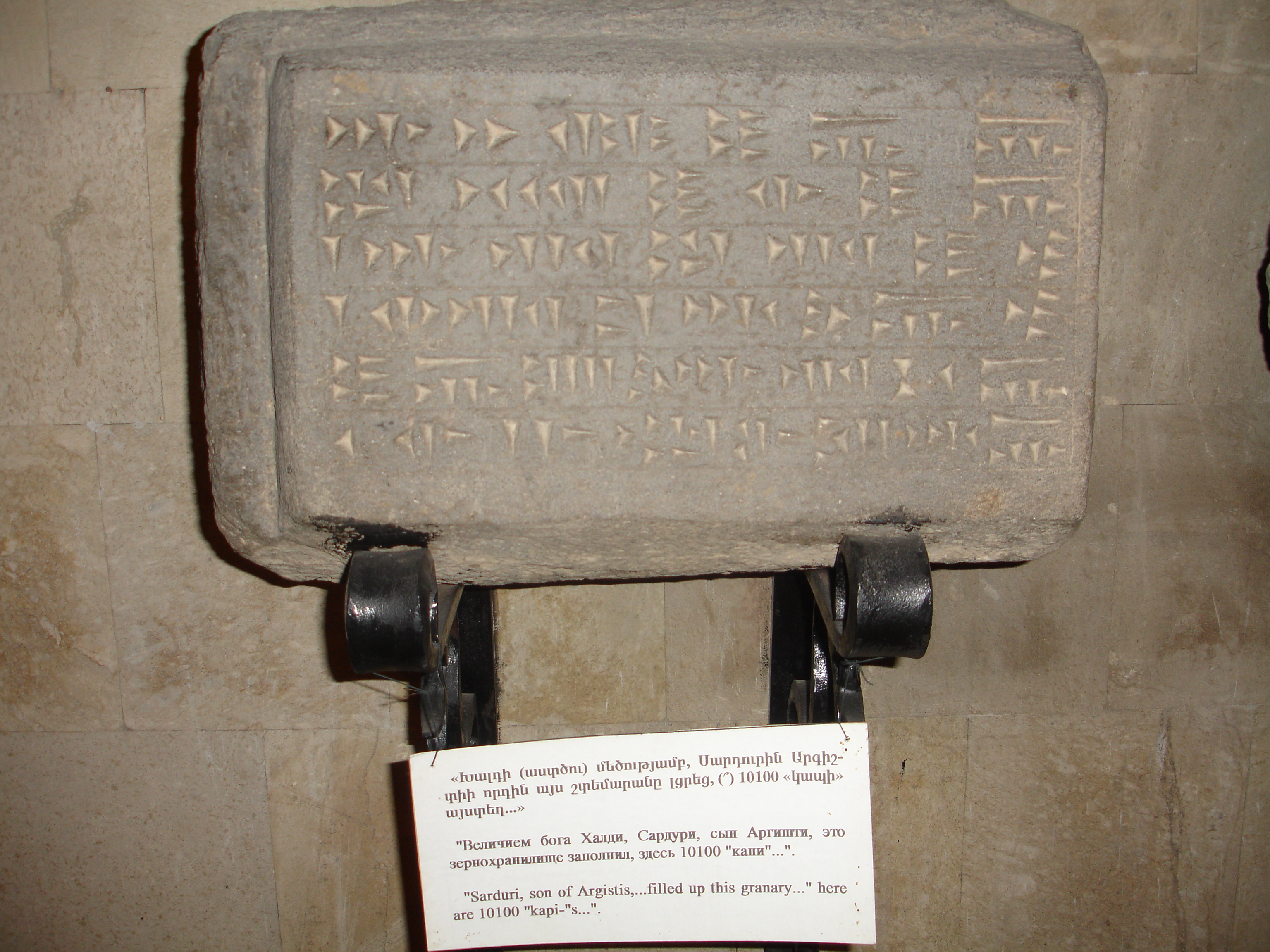
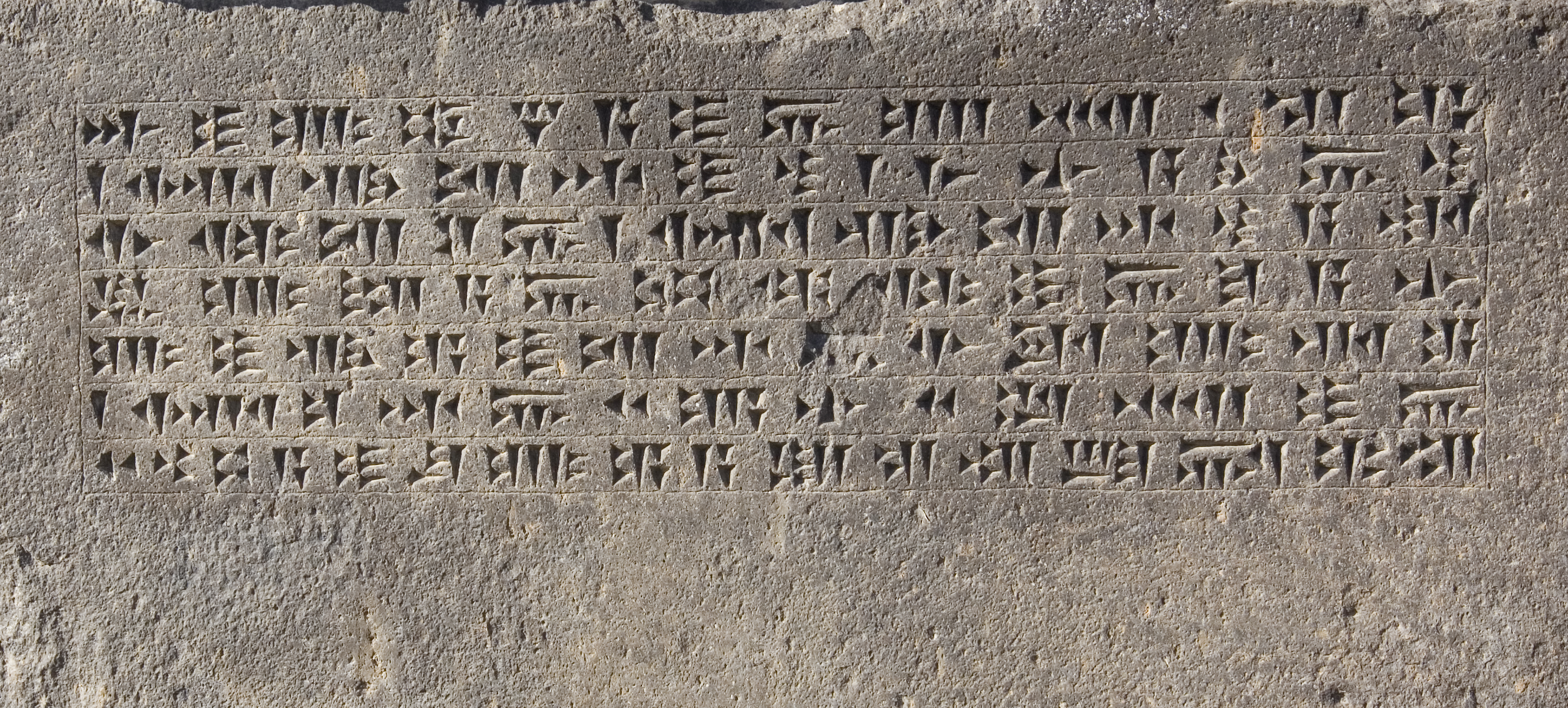
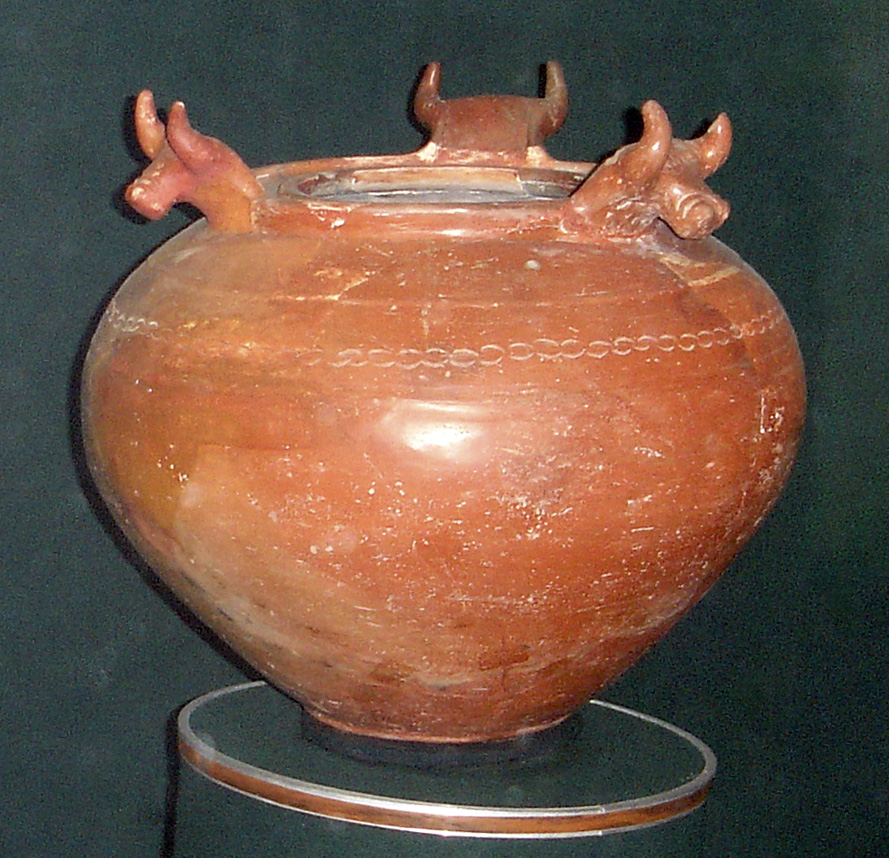
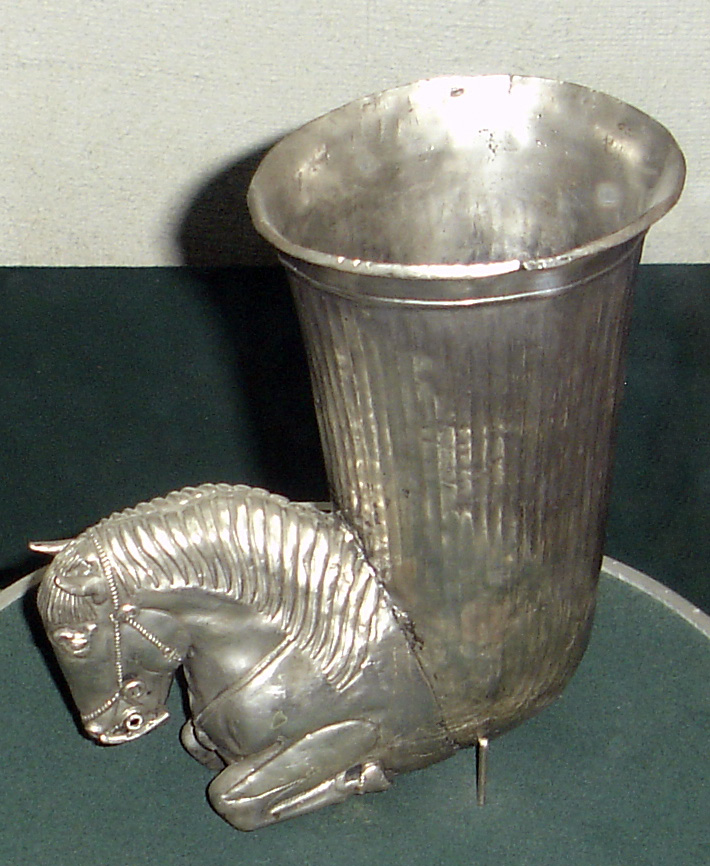
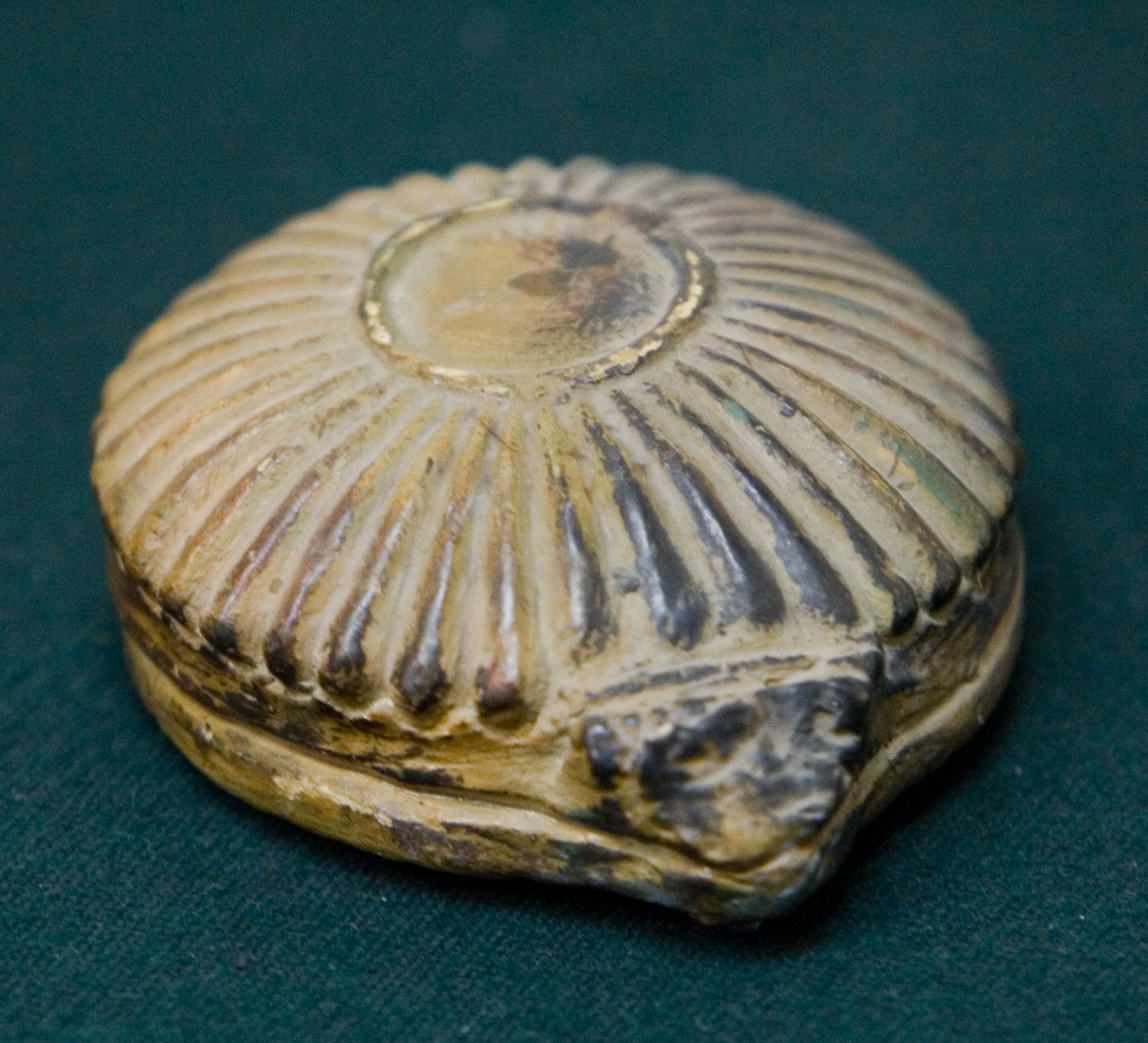
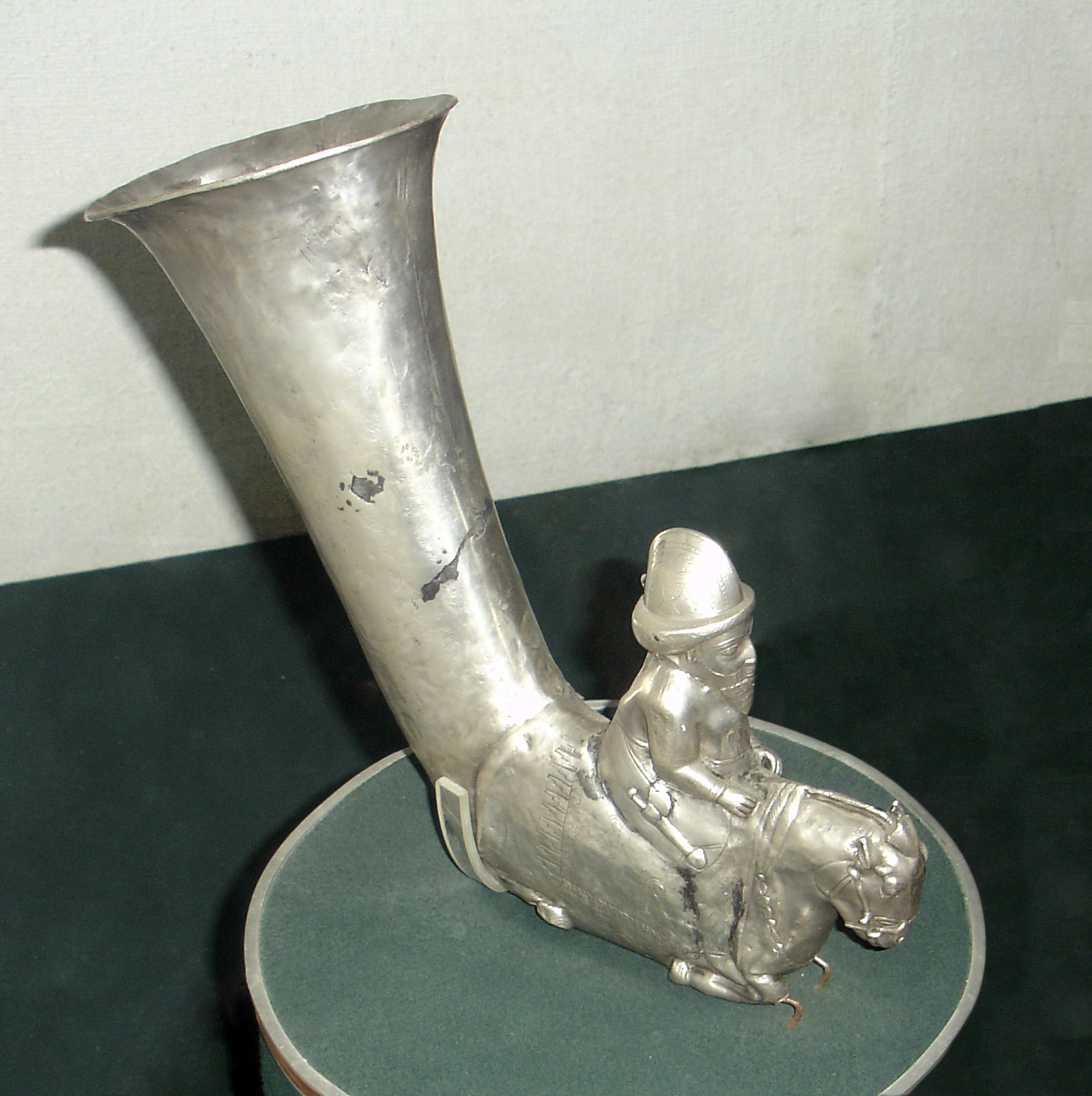
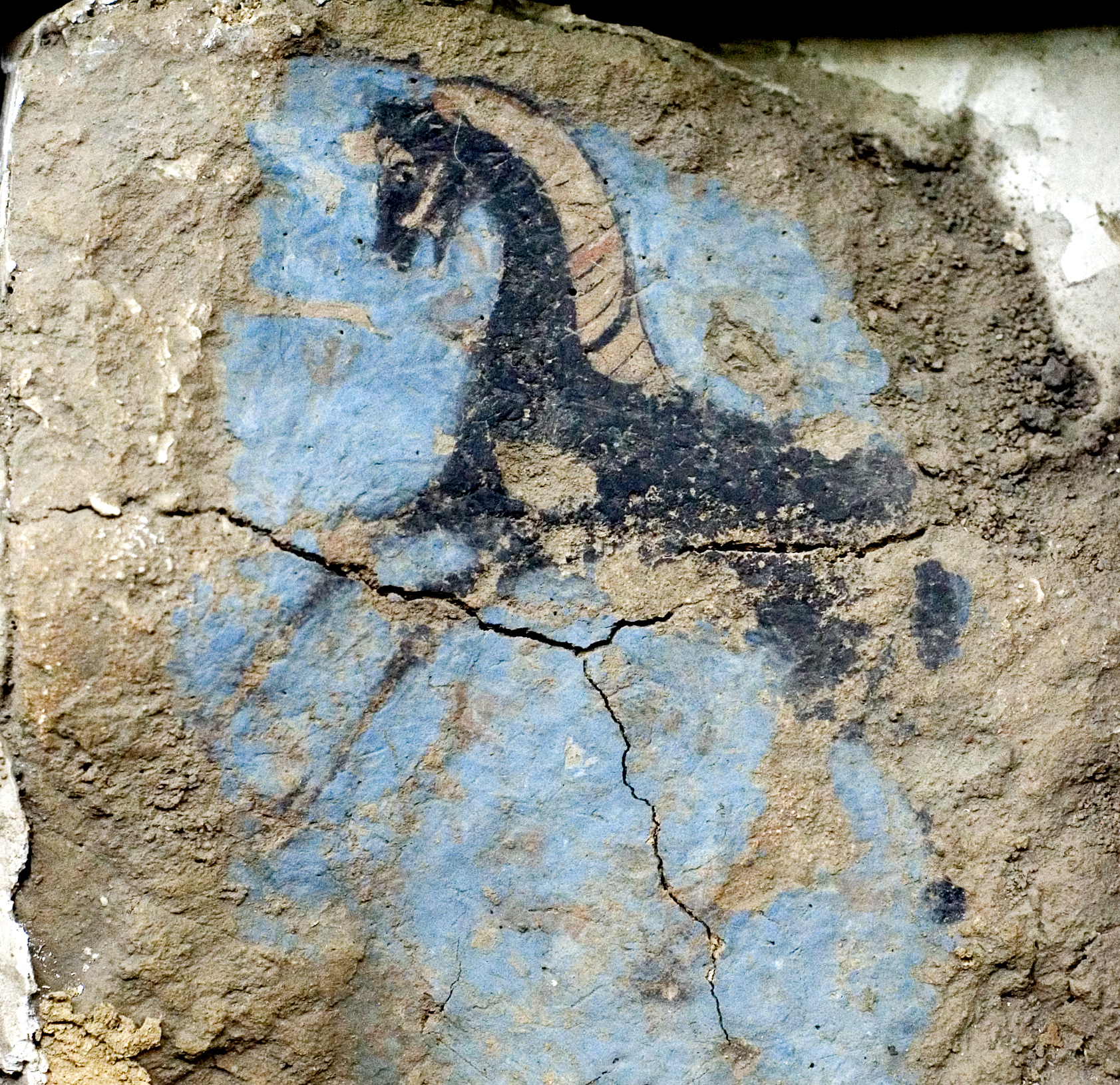
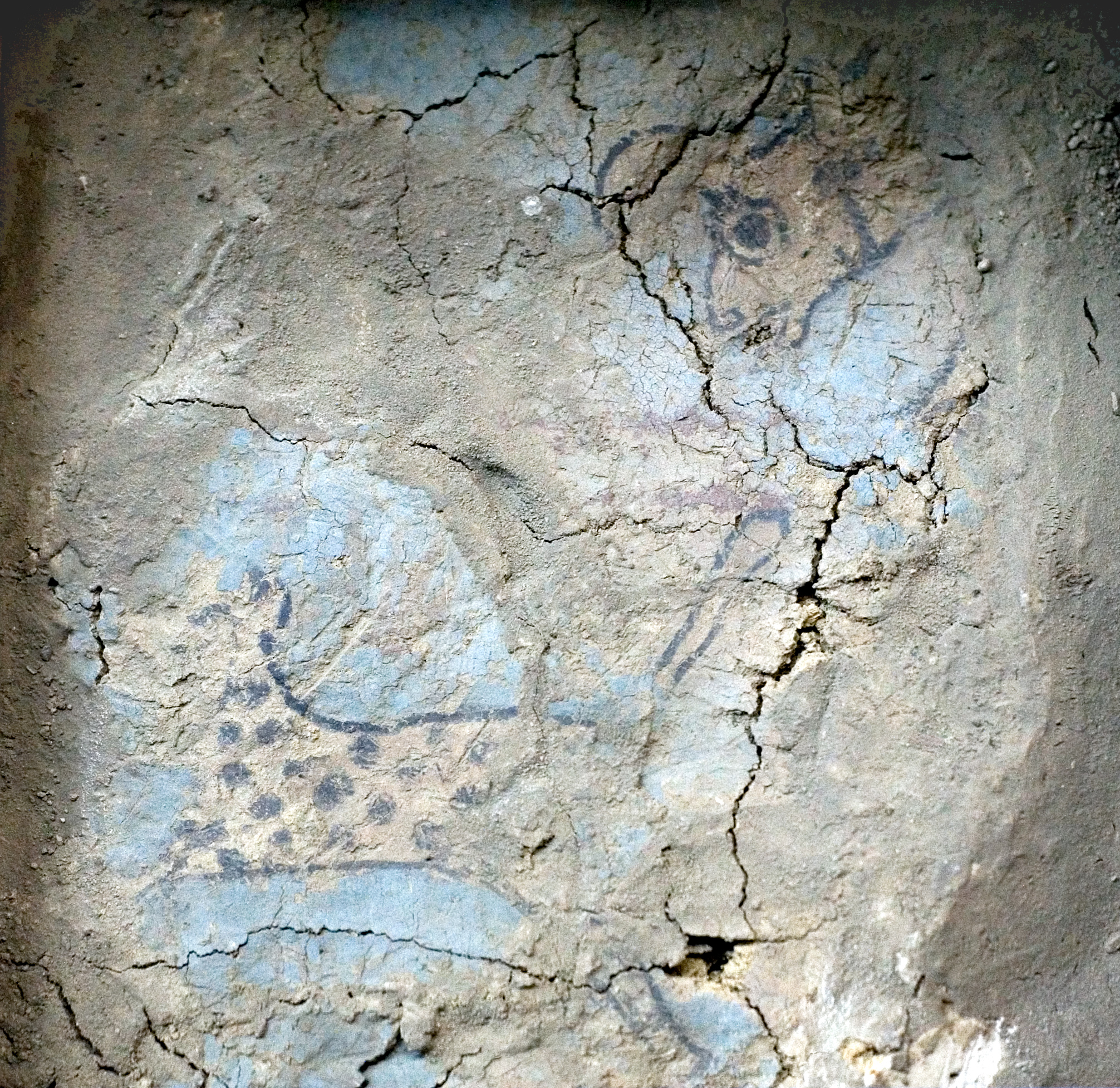